# Shraga Bar
Shraga Bar (in ebraico שרגא בר‎?; 24 marzo 1948) è un ex calciatore israeliano, di ruolo difensore.